# Apogonia variabilis
Apogonia variabilis är en skalbaggsart som beskrevs av Kobayashi 2009. Apogonia variabilis ingår i släktet Apogonia och familjen Melolonthidae. Inga underarter finns listade i Catalogue of Life.